# Эмпирическая социология
Эмпирическая социология — область социологии, основывающаяся на её изучении через сбор сведений, статистики и любых возможных данных поддающихся счету, в том числе данные экспериментов, результаты опросов и любая практическая информация полученная опытом или через наблюдение. Фактически является источником конкретных данных и многочисленной информации, необходимой для теорий социологии фундаментального уровня.
Эмпирическая социология отличается от фундаментальной (общей) социологии точностью и ограниченностью получаемых данных, так как они были получены исключительно в рамках той или иной системы, что делает их надежным источником социологических данных. Иногда, вследствие распространенной методики через опросы и составления статистики, называется социографией. Неразрывно связана с общей социологией, так как построение теорий на фундаментальном уровне невозможно без практических данных, ровно как и невозможно практическое обоснование данных без конкретных фактов социальной действительности.
Слияние эмпирических данных и фундаментальных называют теориями среднего уровня, они являются неотъемлемой составляющей любого социологического знания, так как предоставляют точные и анализированные данные о тех или иных социальных институтах, обществах и отдельных социальных процессов.